# Angela et Luciana Giussani
Pour les articles homonymes, voir Giussani (homonymie).

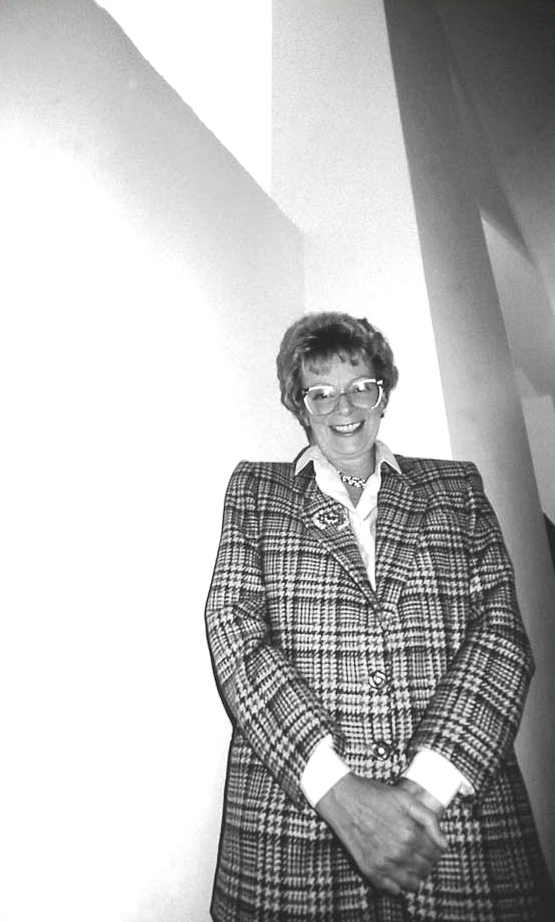
Luciana Giussani

Les sœurs Angela et Luciana Giussani sont des auteures de bande dessinée et éditrices italiennes, connues pour avoir créé la série Diabolik en 1962. Angela Giussani est née à Milan le 21 juin 1922 et décédée dans la même ville le 10 février 1987. Luciana Giussani est née le 19 avril 1928 à Milan et décédée dans la même ville le 31 mars 2001.

## Biographie
Angela Giussani, créatrice du célèbre personnage des bandes dessinée Diabolik — le premier fumetto en format de poche — est épaulée dans l'écriture des histoires par sa sœur Luciana Giussani. Toutes deux ont fondé leur carrière entière sur cette création.
Angela Giussani, née à Milan le 10 juin 1922, exerce quelque temps comme mannequin puis elle épouse en 1964 l'éditeur Gino Sansoni (it). Au sein de sa maison d'édition, elle dirige une collection pour la jeunesse. Ensuite, elle quitte les éditions Astoria pour se consacrer à ses propres projets et, avec l'argent issu de la liquidation, elle fonde la maison d'édition Astorina. Elle publie les aventures du boxeur Big Ben Bolt, expérience qui ne dure que deux ans, puis après avoir lu un roman sur Fantômas, elle lance en novembre 1962 le premier numéro de Diabolik, dont elle écrit le scénario.
Les deux sœurs déclarent avoir créé leur personnage en s'inspirant d'un fait divers survenu près de Turin : le 26 janvier 1958, un homme est victime d'un assassinat brutal et son meurtrier adresse à la police des lettres pour la défier, en signant « Diabolich ». Ce fait divers est resté dans les mémoires comme l'assassinat de la via Fontanesi.
Au treizième numéro de Diabolik, Angela Giussani demande à sa sœur Luciana de travailler auprès d'elle. Luciana Giussani est alors récemment diplômée de l'école allemande de Milan. Les deux sœurs gèrent la maison d'édition et écrivent à quatre mains les aventures rocambolesque de Diabolik.
Angela Giussani décède le 10 février 1987 ; Luciana Giussani poursuit seule la gestion de la maison d'édition ; en 1992, elle abandonne la direction de Diabolik et, en 1999, celle d'Astorina ; néanmoins elle continue d'écrire les scénarios de la célèbre série. La dernière narration qu'elle écrive date de décembre 2000 : « Vampires à Clerville ». Elle décède en mars 2001.